# Amen (Indonesië)
Amen is een bestuurslaag in het regentschap Lebong van de provincie Bengkulu, Indonesië. Amen telt 1270 inwoners (volkstelling 2010).